# Grbavac
Koordinati:   43°33′57″N, 15°52′36″E
Grbavac je majhen nenaseljen otoček v srednji Dalmaciji (Hrvaška).
Grbavac leži okoli 2 km zahodjugozahodno od otočka Maslinovik. Njegova površina meri 0,073 km², dolžima obalnega pasu je 1,1 km. Najvišji vrh je visok 33 mnm.